# Callicerastis stagmatias
Callicerastis stagmatias är en fjärilsart som beskrevs av Edward Meyrick 1916. Callicerastis stagmatias ingår i släktet Callicerastis och familjen äkta malar.
Artens utbredningsområde är Sri Lanka. Inga underarter finns listade i Catalogue of Life.